# John Moffett
John Moffett (Estados Unidos, 27 de julio de 1964) es un nadador soviético retirado especializado en pruebas de estilo braza media y larga distancia, donde consiguió ser medallista de bronce mundial en 1982 en los 100 y 200 metros estilo braza.

## Carrera deportiva
En el Campeonato Mundial de Natación de 1982 celebrado en Guayaquil (Ecuador), ganó la medalla de bronce en los 100 metros estilo braza, con un tiempo de 1:03.13 segundos, tras su compatriota Stephen Lundquist  (oro con 1:02.75 segundos) y el canadiense Victor Davis  (plata); también ganó la medalla de bronce en los 200 metros estilo braza, con un tiempo de 2:18.64 segundos, de nuevo tras el canadiense Victor Davis, y el soviético Robertas Shulpa  (plata).